# Cristal il Cigno
(Colpo principale di Cristal nella versione originale e nell'adattamento italiano dell'anime)
Cristal il Cigno (白鳥星座の氷河?, Cygnus no Hyoga) è uno dei protagonisti del manga e anime I Cavalieri dello zodiaco di Masami Kurumada. Oltre che nella versione cartacea e nella serie televisiva degli anni '80, compare anche nel seguito ufficiale del manga classico, Next Dimension, negli OAV, nei film tratti dalla serie e nella serie animata Saint Seiya Ω.
Cavaliere di bronzo appartenente alla costellazione del Cigno, in Next Dimension Cristal viene riconosciuto da Mistoria di Aquarius come futuro Cavaliere d'oro dell'Acquario, successore del suo maestro Aquarius.
Nella prima edizione italiana del manga classico viene chiamato Cristal del Cigno, mentre nell'edizione Star Comics e nell'adattamento Dynamic dei film è stato chiamato Hyoga di Cygnus, nome più simile a quello originale.

## Creazione e concezione
Durante la creazione di Hyoga, Kurumada desiderava un personaggio che avesse un carattere molto più equilibrato rispetto agli altri protagonisti e per questa ragione decise di conferire a questo personaggio l'elemento del freddo. Ancora prima delle pubblicazione del manga, l'autore aveva già immaginato il modo in cui Hyoga si impadroniva della sua armatura, liberandola da una montagna di ghiaccio in cui era rimasta rinchiusa per secoli. Il nome Hyoga, in giapponese, significa "Isola di Ghiaccio" o anche "Glaciale": Kurumada ha dichiarato che ha scelto questo nome con il significato di "disilluso".

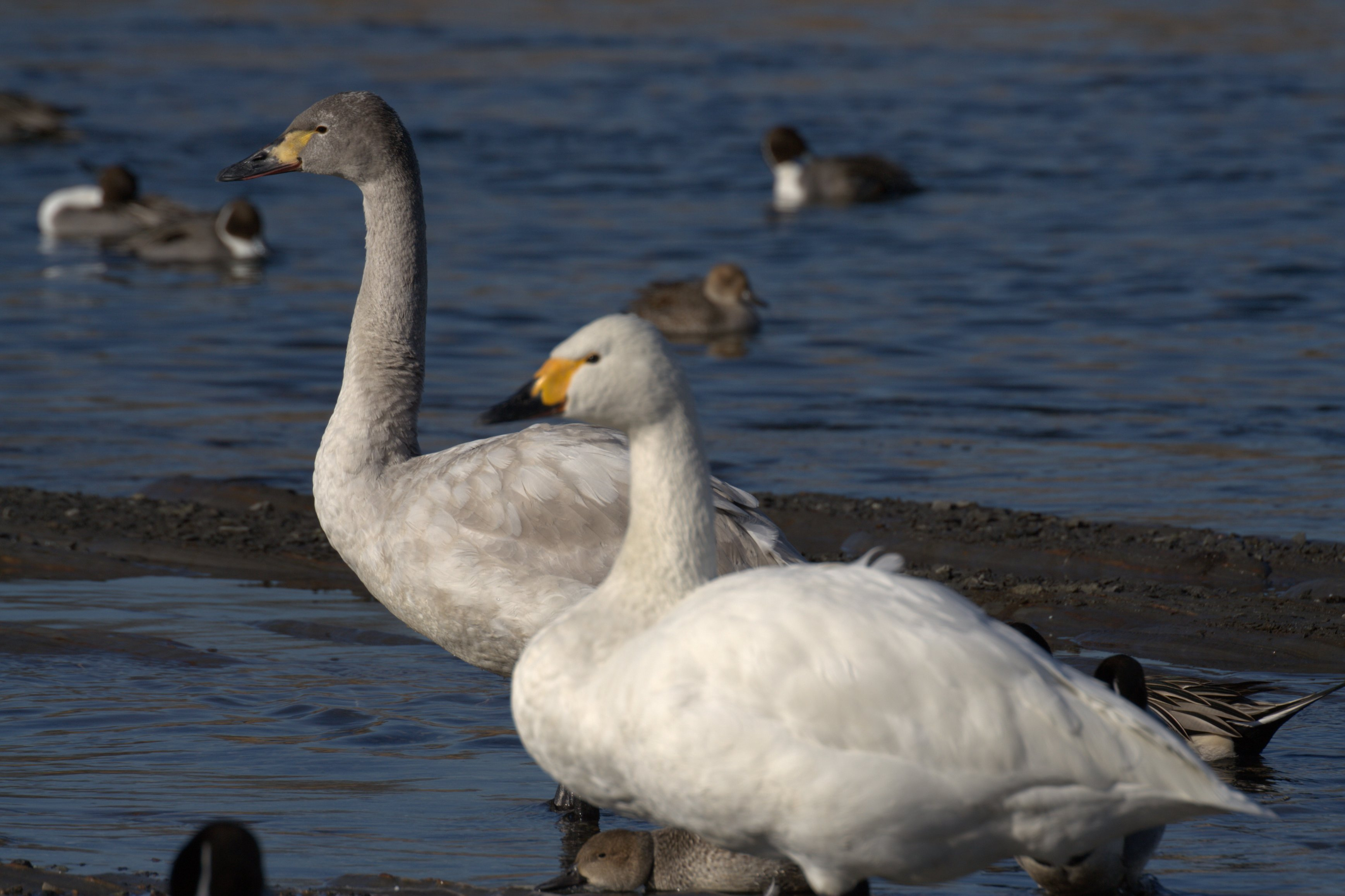
Cygnus colombianus, tipico in Siberia, qui mentre sverna in Giappone

Nella prima pubblicazione del manga sul mensile Weekly Jump il maestro di Hyoga avrebbe dovuto essere Milo dello Scorpione; solo nella versione su volumetto Kurumada avrebbe cambiato idea scegliendo Camus. La storia ha subito un riadattamento in questo senso, rendendo Milo grande amico di Camus. Kurumada, nel corso di un'intervista, rivelò di aver deciso Camus come maestro di Hyoga proprio a causa dell'affinità del cavaliere dell'Acquario per l'acqua e il gelo, elementi molto simili a quelli del cavaliere del Cigno.
Durante la creazione del personaggio l'autore conferì a Hyoga elementi fortemente caratterizzanti, in particolare un pendente d'oro a forma di croce (che richiama l'asterismo della Croce del nord, nella costellazione del Cigno) regalatogli da sua madre, Natassia, che in russo è una variazione del nome latino e significa Natale. La scelta di Kurumada di assegnare il Cigno al giovane guerriero di origine siberiana è abbastanza semplice: il cigno è uno dei pochi animali che popolano gli ambienti rigidi della Siberia, in particolare gli esemplari di cygnus columbianus, conosciuto anche come "cigno della tundra".

## Il personaggio

### Personalità
Hyoga viene presentato come un ragazzo calmo, posato, freddo e impassibile; all'inizio appare come un personaggio molto coraggioso e sicuro di sé, ma successivamente dimostrerà un lato molto più fragile, dovuto principalmente al ricordo della madre defunta: non a caso lo scopo dell'allenamento di Hyoga per diventare Saint è poter infrangere lo spesso strato di ghiaccio che lo separa dal corpo congelato della madre, motivazione che spinge sia il suo maestro Camus che il compagno Isaac a criticarlo ed osteggiarlo. Hyoga è anche disposto a suicidarsi pur di raggiungere la madre, come si evince già nel corso delle sue prime apparizioni: nonostante il ricordo della madre lo porti ad essere spesso nostalgico e molto fragile interiormente, è proprio dalla figura del genitore che Hyoga trae forza per combattere. Hyoga sarà progressivamente allontanato dal ricordo della madre grazie agli insegnamenti del maestro Camus, dal forte sentimento di amicizia che pian piano lo lega ai compagni, oltre che dall'ideale di giustizia che si trova a difendere.
Delle particolarità che da sempre contraddistinguono questo personaggio sono le costanti battaglie contro persone a lui care (il Crystal Saint, solo nell'anime, Camus e il suo compagno di addestramento Isaac): questi scontri, seppur frustranti, lo hanno reso più forte e maturo, lo hanno allontanato dai suoi ricordi e lo hanno reso sempre più un nobile Saint devoto ad Atena.
Nel manga, nella scena in cui affonda la nave dove riposa Natassia, Camus afferma che l'allievo soffre del complesso d'Edipo, ma in seguito, nella versione a volume, dirà solo che pensa ancora a sua madre. Tuttavia, al di là dell'ipotetico complesso di Edipo di cui il personaggio potrebbe essere affetto, durante la serie di Asgard Hyoga sembra legarsi a Freya mentre nell'OAV La dea della discordia il cavaliere sembra essere legato in qualche modo ad Erii.
In Next Dimension dimostra di essere molto maturato, come si evince dai discorsi con Shiryu e Gestalt.

### Aspetto fisico
Hyoga presenta i tratti somatici tipici delle genti del nord Europa: capelli biondi, occhi azzurri e carnagione chiara; ha un fisico atletico e slanciato e uno sguardo freddo e sottile, dettagli che lo caratterizzano come estremamente ambiguo come viene sottolineato nei primi capitoli del manga. Veste principalmente con una maglietta blu senza maniche e dei pantaloni neri con degli scaldamuscoli arancioni ai polpacci; quando indossa il Cloth del Cigno i pantaloni sono dello stesso colore della maglietta ed è privo di scaldamuscoli. Dalla saga di Poseidon (o da Asgard nell'anime), Hyoga indossa sotto la corazza del Cigno un completo totalmente bianco.
Nella saga di Nettuno viene ferito ad un occhio nello scontro con il suo vecchio amico Isaac e per questo, nella saga successiva, indossa una benda, che non porta più in Saint Seiya - Next Dimension - Myth of Hades e questo lascia presumere che l'occhio ferito sia completamente guarito.

## Biografia (serie classica eNext Dimension)

### Antefatti
Hyoga è nato in Unione Sovietica da una giovane del luogo, Natassia, e da un uomo di Tokyo, Mitsumasa Kido; dal momento che il padre li aveva abbandonati entrambi prima ancora che venisse alla luce, Hyoga venne cresciuto esclusivamente dalla madre. Durante un viaggio in mare per la Siberia orientale, la nave su cui si erano imbarcati Hyoga e sua madre colpì accidentalmente un iceberg e cominciò ad affondare: poiché le scialuppe di salvataggio non bastavano a portare in salvo tutti i passeggeri, Natassia cedette il suo posto a Hyoga e affondò insieme alla nave. A causa delle bassissime temperature della zona, tuttavia, il corpo della donna si conservò in ottimo stato: Hyoga decise dunque che, una volta adulto, avrebbe frantumato il ghiaccio e si sarebbe ricongiunto con la madre.
Per mantenere fede a questa promessa il giovane decise di allenarsi per diventare un Cavaliere di Atena e in seguito fu ritrovato da Kido, ricco uomo d'affari che cercava degli orfani che avessero le giuste capacità per diventare tali, da cui fu spedito proprio in Siberia per ottenere l'armatura del Cigno. Per raggiungere questo obiettivo Hyoga si allenò duramente sotto la guida del maestro Camus, Gold Saint della costellazione dell'Aquario (nell'anime sotto la guida del Maestro dei Ghiacci), insieme ad un altro aspirante cavaliere, Isaac.
Hyoga si allenò duramente insieme ad Isaac e i due diventarono molto amici; un giorno, però, Isaac scoprì il vero motivo dell'allenamento del compagno e ne fu molto deluso. La prima volta che Hyoga provò a raggiungere la nave, nonostante gli avvertimenti di Isaac, venne risucchiato da una fortissima corrente che rischiava di portarlo molto lontano dal punto di ingresso; proprio Isaac intervenne per salvarlo, urtando, però, contro uno spuntone di ghiaccio e perdendo un occhio. Con le sue ultime forze Isaac lanciò Hyoga a riva, perdendo i sensi e scomparendo nelle profondità marine.

### Manga classico
All'inizio della storia Hyoga riesce a raggiungere il corpo della madre ed ottiene l'ambito Cloth del Cigno; successivamente ritorna a Tokyo per partecipare alla Galaxian War organizzata da Saori Kido, nipote adottiva del defunto Mitsumasa, per nominare il nuovo Gold Saint del Sagittario.

Nel primo turno del torneo Hyoga sconfigge facilmente Ichi dell'Idra ma successivamente, insieme a Seiya, Shiryu e Shun, è costretto ad abbandonare il torneo per inseguire il Saint traditore Ikki, che ha rubato i pezzi dell'armatura del Sagittario: per recuperare l'armatura Hyoga è costretto prima ad affrontare e sconfiggere i seguaci di Ikki, in particolare la sua controparte Black Swan, finendo poi per combattere contro il Saint della Fenice, che viene infine sconfitto dallo sforzo congiunto dei quattro.
Hyoga e i suoi compagni affrontano quindi i sicari (tra cui i Silver Saints) del Grande Sacerdote, inviati da quest'ultimo per ucciderli in quanto colpevoli di aver usato le proprie armature per scopi personali e per recuperare l'Armatura del Sagittario: nel corso di tali scontri Hyoga riesce ad uccidere il Silver Saint Babel del Centauro. Durante lo scontro con Aiolia di Leo, Gold Saint del Leone, Hyoga e i suoi compagni scoprono che Saori è la reincarnazione della dea Atena e che il Grande Sacerdote provò ad ucciderla quando era in fasce ma la piccola fu salvata dal Gold Saint del Sagittario Aiolos, che la affidò a Kido. Dopo questa rivelazione Hyoga e i suoi compagni si dirigono al Santuario di Atene per sconfiggere il Grande Sacerdote, affrontando prima i Gold Saints posti a protezione di quest'ultimo.
Durante la corsa alle dodici case Hyoga affronta prima l'illusione creata da Saga finendo alla settima casa dove il suo maestro Camus (che poco prima aveva fatto precipitare in un crepaccio la nave in cui giaceva la madre di Hyoga con l'obbiettivo di eliminare l'unico punto debole dell'allievo), lo sconfiggerà imprigionandolo in una teca di ghiaccio eterno, allo scopo di evitargli ulteriori battaglie. Nonostante le intenzioni di Camus Hyoga viene liberato da Shiryu grazie alle armi d'oro della Bilancia e riportato alla vita dal cosmo di Shun, che mette a repentaglio la propria vita pur di salvarlo. Una volta ripresosi affronta all'ottava casa dello zodiaco il Gold Saint Milo dello Scorpione, il quale lo mette in gravissima difficoltà fino a colpirlo con la sua tecnica mortale; resosi tuttavia conto del congelamento dei propri punti vitali causato dalla tecnica scagliata allo stato ultimo del Cigno e profondamente colpito dall'ostinazione di Hyoga che, in punto di morte e senza speranza alcuna, cerca di trascinarsi ugualmente verso l'uscita della casa, lo salva, sopraffatto dal dubbio di aver ostacolato un Cavaliere di Atena. Il Cigno può dunque riprendere la propria corsa verso l'undicesima casa di Camus, dove in un durissimo scontro acquisirà lo Zero assoluto causando la morte del suo maestro nell'ultimo devastante scontro finale. Ripresosi dalle ferite grazie ad Atena, affronta il Grande Sacerdote, che si rivelerà il Gold Saint Saga di Gemini, scontro che si concluderà con il suicidio dell'antagonista e la vittoria dei Cavalieri di Atena.
Dopo lo scontro con Saga di Gemini il dio dei mari Poseidone invia uno dei suoi Marines, Sorrento, per uccidere Hyoga e gli altri cavalieri; per proteggerli Saori decide di recarsi volontariamente nel regno sottomarino di Poseidone dove viene tenuta prigioniera dal dio dei mari. Per salvare la dea Hyoga si reca nel regno di Poseidone dove incontra il suo ex compagno d'allenamento Isaac di Kraken, ora divenuto Generale degli Abissi dell'oceano Pacifico settentrionale. Dopo un duro scontro Hyoga riesce a sconfiggerlo e a distruggere la sacra colonna protetta da Isaac. Infine, affronta Poseidone: nello scontro decisivo ottiene il supporto del Gold Cloth dell'Acquario, riuscendo infine con i suoi compagni a salvare Saori, prigioniera nell'enorme colonna portante del regno sottomarino.
Nella serie di Hades Hyoga percepisce che un grande pericolo minaccia il Santuario e decide di raggiungerlo: qui riceve una fredda accoglienza, in quanto Atena aveva ordinato che i cinque Bronze Saints non dovessero più combattere. In seguito alla morte di Atena e alla corsa verso il castello tedesco base terrena di Hades, dove uccide lo Specter Zelos (che aveva colpito e offeso Camus), riesce a risvegliare l'ottavo senso per recarsi da vivo nel regno dei morti e portare ad Atena la sua armatura divina. Dopo aver sconfitto alcuni Spectre minori insieme a Shiryu, si riunisce ai suoi compagni davanti al Muro del Pianto, in seguito distrutto grazie al sacrificio dei Gold Saints. Lì, prima di addentrarsi nell'iperdimensione, affronta il Gigante degli Inferi Minosse del Grifone, il quale riesce a resistere a tutti i colpi di Hyoga (pur rimanendone seriamente danneggiato), morendo solo in quanto avventuratosi nell'iperdimensione senza protezione divina. Durante lo scontro nell'Elisio, il suo Cloth di bronzo diventa una God Cloth grazie al suo cosmo ed al sangue divino di Atena ricevuto in precedenza. Grazie ad essa Hyoga riesce a sconfiggere (con l'aiuto di Shiryu) il dio Hypnos, signore del sonno e, assieme ad Atena e agli altri Bronze Saint, infligge il colpo finale ad Hades.

### Next Dimension(in corso)

Hyoga sulla copertina del 4° volume dell'edizione italiana di Saint Seiya - Next Dimension - Myth of Hades

Nel sequel del manga classico di Saint Seiya, cioè Saint Seiya - Next Dimension - Myth of Hades Hyoga interviene, insieme a Marin dell'Aquila, per salvare la vita di Seiya contro Toma, l'angelo mandato da Callisto ad uccidere l'eroe. Dopo un breve scontro alla pari, il Saint del Cigno congela il braccio di Toma con la sua tecnica Diamond Dust. Poco dopo però Toma decide di ritirarsi, rimandando a dopo la continuazione del duello. Hyoga quindi prende la decisione di raggiungere Atena nel passato per aiutarla, lasciando a Marin il compito di proteggere Seiya e Shaina. Infatti, poco dopo, si reca ai 5 picchi (Goro-oh), dove ritrova Shiryu e insieme a lui si reca sull'Olimpo. Qui Hyoga si scontra nuovamente contro l'Angelo Toma e usando la sua tecnica Koliso, ne blocca temporaneamente i movimenti. Poi con Shiryu oltrepassa il portale temporale del dio Chronos, che li conduce entrambi nel XVIII secolo. Hyoga cade come una meteora all'11° casa del Santuario di Athena, dove incontra il predecessore del XVIII secolo del suo maestro Camus, cioè Mistoria di Aquarius. Gli racconta la sua storia, ma il Gold Saint non gli crede e lo congela immobilizzandolo. Poco dopo all'11° casa giunge Shijima della Vergine che, gravemente ferito, consegna Saori/Athena a Mistria, avvelenata dal serpente Samael, la quale deve arrivare al più presto al tempio leggendario dell'Ofiuco. Hyoga si libera dal congelamento e si scontra con Mistoria (il quale ancora non crede alla sua storia), ed entrambi usano l'Aurora Execution, la suprema tecnica dell'Acquario. Alla fine del duello, Mistoria crede a Hyoga, gli affida la piccola Athena, inoltre il gold saint rivela che Hyoga sarà il futuro Gold Saint dell'Acquario. Poi Hyoga si dirige alla 10ª Casa del Capricorno, dove incontra Izo del Capricorno il predecessore di Shura del Capricorno, il quale riconosce in Hyoga un uomo ammirevole. Tuttavia Izo utilizza poi la sua spada Excalibur iniziando a colpirlo, per testare la sua fedeltà ad Atena. Intanto l'intero Santuario è scosso da un violento terremoto. Alla fine Izo è convito delle capacità e dalle parole di Hyoga e lo lascia passare dalla decima casa. Giunto alla nona Casa del Sagittario, Hyoga viene attaccato e ferito dalle frecce d'oro di Gestalt, cavaliere d'oro del Sagittario del diciottesimo secolo. Ma anche grazie all'intervento prima dello spirito di Aiolos del Sagittario, poi della stessa Atena, Gestalt ritorna benevolo e gli permette di oltrepassare la nona casa. Giunto nel gigantesco tempio di Ofiuco, Hyoga incontra l'enorme serpente d'oro custode della casa di Ofiuco, il quale prima di scomparire rinchiude Atena in un involucro protettivo. Poi Hyoga assiste alla resurrezione del tredicesimo Gold Saint leggendario.

## Adattamento animato

### Serie televisiva
Negli adattamenti animati prodotti dalla Toei Animation la storia di Hyoga è all'incirca la stessa presentata nel manga, tuttavia nel corso dei vari episodi sono presenti alcune incongruenze. Innanzitutto gli sceneggiatori hanno completamente rimosso la parentela tra Hyoga e Mitsumasa Kido e, inoltre, Hyoga non viene allenato da Camus, ma da un personaggio creato apposta per la serie animata, il Crystal Saint (meglio conosciuto con il nome di Maestro dei Ghiacci nell'edizione italiana dell'anime) il quale a sua volta aveva appreso da Camus. Nell'episodio 21 dell'anime, inoltre, Hyoga sarà costretto a combattere con il suo stesso maestro (soggiogato dai poteri mentali del Grande Sacerdote) e ad ucciderlo dopo un duro combattimento. Il primo incontro tra Hyoga e Camus, invece, avviene alla settima casa dello zodiaco dove, rispetto al manga, è qui che Camus fa precipitare la nave della madre di Hyoga per eliminare l'unico punto debole dell'allievo.
Hyoga è anche protagonista della saga filler di Asgard nella quale affronta alcuni guerrieri posti al servizio di Hilda di Polaris, celebrante di Odino, resa malvagia dall'Anello del Nibelungo. In questa saga, Hyoga viene inviato in missione informativa da Atena ad Asgard ed incontra Freya, sorella di Hilda, la quale gli racconta il cambiamento della sorella. Nelle battaglie contro i guerrieri del nord, Hyoga affronta e sconfigge Hagen e, insieme ai suoi compagni, partecipa alla battaglia finale contro Hilda, la quale sarà liberata dall'influsso dell'Anello del Nibelungo dalla spada Balmung brandita da Seiya.
Anche la personalità di Hyoga cambia rispetto al manga; infatti, se nel manga si recava alla Galaxian Wars per uccidere i Bronze Saint per ordine del Santuario, nell'anime partecipa alla competizione solo per vincere e dimostrare la sua superiorità.

### OAV
Nella trilogia di serie OAV I Cavalieri dello zodiaco - Saint Seiya - Hades (adattamento animato dell'ultima parte del fumetto), le vicende di Hyoga rimangono sostanzialmente fedeli alla versione cartacea, viene però operata una scelta di ret-con che vede Hyoga direttamente allievo di Camus come nel fumetto tramite un flashback che mostra il Saint dell'Acquario allenare quello del Cigno in Siberia, mentre nella serie televisiva i due non si erano mai visti fino al loro incontro alla Settima Casa.
L'edizione italiana ha però aggiunto nella serie un riferimento al personaggio del Crystal Saint, assente in originale.
Una scena aggiuntiva negli OAV rispetto al manga è lo scontro tra Hyoga e i tre Silver Saint Misty della Lucertola, Babel del Centauro e Moses della Balena, riportati in vita da Hades. In tale combattimento, il Bronze Saint del Cigno vince i tre nemici senza l'ausilio dell'armatura e questi, prima di morire, gli affidano la protezione di Atena.

### Saint Seiya Ω
Recentemente Hyoga è apparso anche nella serie animata Saint Seiya Ω (sequel dell'anime del 1987 e della trilogia di serie OAV di Hades) ambientata in un futuro imprecisato dopo la sconfitta di Hades. Prima degli eventi di questa serie, Hyoga venne colpito dalla maledizione del dio Mars, diventando impossibilitato a bruciare il Cosmo senza gravi conseguenze sul suo corpo. Per questo motivo, il personaggio si è ormai ritirato dalle battaglie. Il personaggio compare all'inizio nell'episodio 21, quando incontra il protagonista Kouga, nuovo Bronze Saint di Pegasus, nella Caverna del Lamento, dopo che la netta sconfitta contro Eden di Orion, aveva gettato il Saint di Pegasus nel più totale sconforto: schernisce ed attacca Kouga, reo di essersi arreso alle avversità, e lo aiuta a risvegliare il suo vero cosmo, rendendolo pronto alla rivincita ed a strappare nuovamente Aria dalle mani del nemico.
Con la sconfitta di Mars, la maledizione lanciata da quest'ultimo scompare e Hyoga si ristabilisce completamente. In questo periodo riesce a bruciare il suo cosmo fino a far evolvere l'armatura del Cigno oltre lo stato di Cloth Stone, diventando una New Cloth. Ricompare in occasione delle battaglie contro i Pallasiti della dea Pallas, dimostrando di essere padrone dello zero assoluto.

## Tecniche
Hyoga è un cavaliere esperto nelle tecniche congelanti. Nel manga originale di Saint Seiya e nell'anime viene spiegato che con queste tecniche si può congelare all'istante qualsiasi cosa si colpisca a temperature che possono raggiungere persino lo "zero assoluto", bloccando o rallentando il movimento degli atomi di cui è composta la materia grazie al cosmo del cavaliere. Quindi le tecniche congelati usate da Hyoga hanno effetto su qualsiasi materia esistente nell'universo.
- Diamond Dust (ダイヤモンド・ダスト?, Daiyamondo Dasuto): Hyoga sferra un pugno contro l'avversario liberando un potente getto d'aria fredda e frammenti di ghiaccio in grado di congelare all'istante parzialmente o anche per intero l'avversario; come viene rivelato nel manga, è una tecnica congelante "statica"[6]. Nell'adattamento italiano dell'anime è chiamata Polvere di Diamanti.
- Koliso (errata romanizzazione di Kol'co, che significa "anello" in russo; in cirillico: Кольцо): Hyoga immobilizza il nemico accerchiandolo con degli anelli di ghiaccio che gli impediscono ogni movimento; questa tecnica può essere utilizzata anche come difesa in quanto gli anelli possono disporsi attorno a Hyoga difendendolo dai colpi avversari[14]. Nell'adattamento italiano dell'anime la tecnica è chiamata Anelli del Cigno.
- Aurora Thunder Attack (chiamata anche Kholodny smerch - errata romanizzazione di Holodnyj Smerč, cirillico: Холодный Смерч): tecnica con la quale Hyoga libera contro l'avversario una forte corrente di aria congelante simile ad un tornado, unendo le mani dietro la testa per poi protrarle in avanti più volte. Nel manga viene rivelato che è una tecnica congelante "dinamica", per tal motivo molto migliore del Diamond Dust. Nell'adattamento italiano dell'anime è chiamata Aurora del Nord e Vortice fulminante dell'Aurora.
- Pugno Congelante (凍結拳?, Toketsuken): quando affronta Docrates, fratello di Cassios, il Cavaliere del Cigno utilizza una tecnica che consiste nel congelare le gambe dell'avversario con l'imposizione delle mani. Si tratta di una mossa pericolosa, da usare solo in casi disperati, poiché la sua esecuzione indebolisce l'armatura e rende Hyoga vulnerabile al contrattacco del nemico[48]. Usata solo nell'anime.
- Aurora Execution (オーロラ・エクスキューション?, Ōrora Ekusukyūshon): si tratta del colpo più potente basato sulle energie fredde, che Hyoga apprende durante la battaglia al Santuario contro Camus dopo averla vista solo due volte. Il cavaliere unisce le mani dietro la testa e lentamente le fa scendere portandole davanti al corpo: il getto di energia fredda che ne scaturisce congela all'istante tutto ciò che colpisce raggiungendo lo zero assoluto (la temperatura più bassa dell'universo)[2]. Nel manga classico e in Next Dimension viene specificato che Hyoga, raggiungendo appunto lo zero assoluto, ha superato il suo maestro e che con esso può congelare persino i Gold Cloth, quindi può uccidere anche i Gold Saint[49]. Nell'adattamento italiano dell'anime il colpo è chiamato Sacro Aquarius.
- Freezing Coffin (フリージング・コフィン?, Furījingu kofin): Hyoga utilizza questa tecnica solo una volta contro il Gigante degli Inferi Minosse; si tratta di una versione modificata di quella usata da Camus, poiché in questo caso viene creato un muro di ghiaccio di fronte all'avversario, come viene detto questo muro di ghiaccio non può essere distrutto neppure da un Gold Saint.[28].

## Armatura

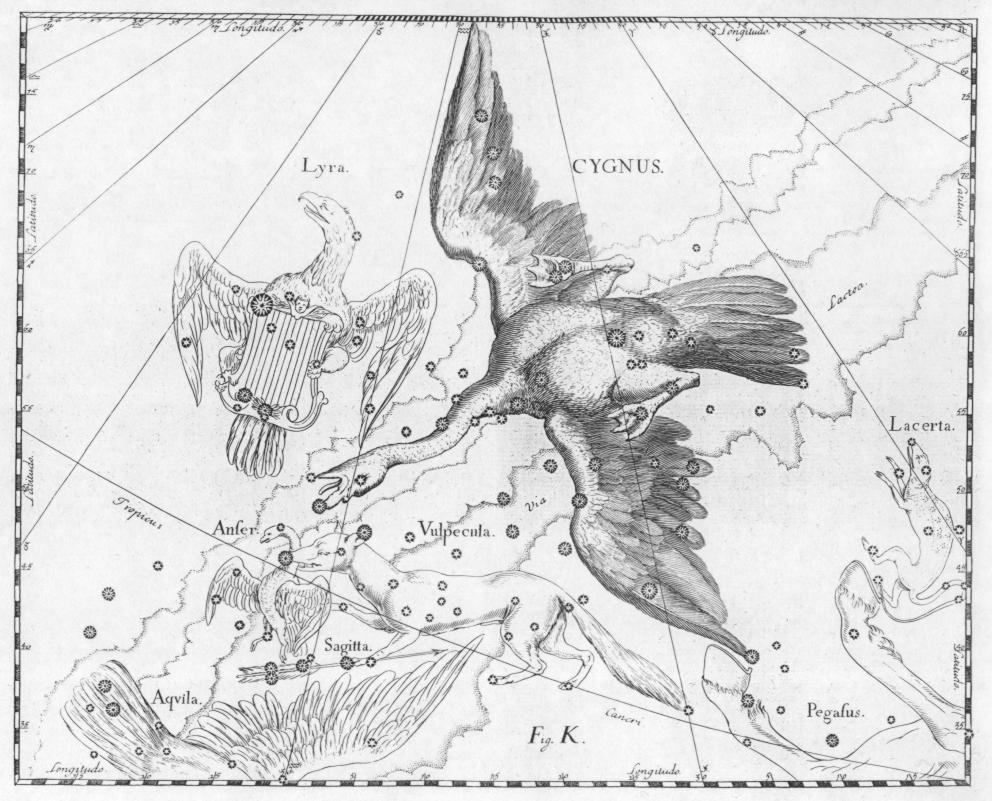
La costellazione del Cigno

Il Cloth del Cigno si trova imprigionata dentro i ghiacciai della Siberia e fa parte dell'addestramento del Saint riuscire a liberarla con la propria forza. Hyoga è il primo Saint in assoluto ad indossare il Cloth del Cigno dopo aver distrutto la montagna di ghiaccio eterno risalente alla quarta Era Glaciale che custodiva le sacre vestigia. L'enciclopedia Taizen rivela che grazie alla lunghissima permanenza nel ghiaccio, il Cloth del Cigno ne ha assorbito in parte le proprietà, come si vede sia nello scontro contro Ichi dell'Idra sia contro Ikki. Nel primo caso gli artigli di Ichi dell'Idra vengono congelati non appena perforano la corazza, così che il veleno non passi all'interno. Nel secondo caso Ikki, dopo aver perforato con un pugno il petto di Hyoga, nel mirare di nuovo in quel punto, si ritrova davanti uno specchio di ghiaccio a protezione. La stessa Taizen, inoltre, rivela che il Cloth può essere indossata solo da qualcuno in grado di dominare le energie fredde.
Il Cloth, nel manga, viene indossata e tolta manualmente, pezzo per pezzo, mentre nell'anime si aggancia al corpo di Hyoga automaticamente.
Di seguito, vengono elencante le evoluzioni del Cloth di Hyoga:
- Il primo Cloth di Hyoga nel manga è composto da pochissimi pezzi. Il Cloth copre una percentuale di corpo molto bassa, lasciando scoperte le gambe, i fianchi e parte del torace. Il bracciale destro del Cloth di Hyoga ha la curiosa forma di uno scudo, ma non lo è: ha infatti una biforcazione che rappresenta la coda del cigno e quando il Cloth è composto a rappresentare la sua costellazione quel particolare bracciale fa da base e funge a rappresentazione della coda e delle zampe del cigno.[52] Nell'anime il Cloth ricopre più parti del corpo e presenta un gonnellino assente nella versione del manga. Il diadema rimane praticamente identico anche nella serie animata, nella quale Hyoga è l'unico ad indossarlo fino alla saga di Asgard. Prima dello scontro alle Dodici Case, Mu dell'Ariete decide di modificare il Cloth in modo da renderlo più resistente agli attacchi dei Gold Saints.[52]
- Dopo la battaglia delle Dodici Case il Cloth è stata riparato e rigenerato grazie al sangue donato dal Gold Saint Milo di Scorpio ed è diventato Cigno d'Argento (nome usato solo nell'adattamento italiano dell'anime)[53]. I bracciali risultano più piccoli e gli schinieri lasciano scoperta la punta del piede, la pianta e parte del lato.[54]
- All'inizio della saga di Hades il Cloth viene bagnato dal sangue di Atena e si modifica presentando numerose evoluzioni, la più visibile delle quali è la comparsa di ali sul retro, sebbene si manifestino solo verso la fine della serie.[55] Questa armatura appare anche in Saint Seiya Next Dimension, ed è apparso anche in Episode G in cui presenta però alcune differenze, come le dimensioni più piccole del diadema che, inoltre, diventa una specie di maschera, mentre il pettorale viene ornato da due gemme.[55]
- In seguito, durante la battaglia contro Hades, la terza versione del Cloth del Cigno si muta in un God Cloth (o Armatura divina). Essa è dotata di grosse ali che, a differenza delle precedenti versioni, sono ben visibili e permettono di volare, e copre gran parte del corpo. Il Cloth rimane praticamente identico nell'anime, eccetto per alcune modifiche, come le ali più grandi e i coprispalla più lunghi.[56] Appare anche in Saint Seiya Next Dimension, dove viene rivelato che le armature divine sono potentissime ma sono anche temporanee.[57]

Hyoga indossa anche il Gold Cloth dell'Acquario, con l'approvazione dello spirito di Camus, utilizzandola negli scontri contro Poseidone, Thanatos e nel film La leggenda dei guerrieri scarlatti contro Febo.

## Doppiaggio
Nella versione originale giapponese, Hyoga è doppiato da Kōichi Hashimoto (dal 1986-1991, 2002), Hiroaki Miura (2005-2006) e da Fumiko Inoue (da bambino). Nel doppiaggio italiano, invece, il personaggio è doppiato prevalentemente da Luigi Rosa, mentre da bambino è stato doppiato da Anna Bonel (episodi 7, 21, 108), Felice Invernici (episodio 40) e Luigi Rosa (episodi 47 e 67). Francesco Bulckaen ha doppiato Hyoga nel doppiaggio di Yamato Video (Film) del 2007.

## Altri media
Il personaggio di Hyoga è stato adattato e trasposto per altri media, come cinema, televisione e videogiochi (appare come pg giocabile sia nei due videogiochi dedicati alla serie per PlayStation 2 sia nei due videogiochi per PlayStation 3). Nel musical del gruppo SMAP prodotto negli anni novanta è interpretato da Katsuyuki Mori.
In I Cavalieri dello zodiaco: La leggenda del Grande Tempio l'aspetto e il carattere di Hyoga non cambiano molto (il suo carattere freddo si trova quasi in contrasto con quello del suo compagno Seiya); le poche differenze sono i capelli più corti rispetto alla versione cartacea e l'elmo dell'armatura, che ricopre interamente la testa e presenta sulla fronte l'effigie del cigno; l'armatura è inoltre percorsa dal suo cosmo in linee gialle.

## Accoglienza
In Giappone, Hyoga è il personaggio più popolare dei Cavalieri dello Zodiaco dopo Shiryu, essendosi classificato secondo in un sondaggio relativo ai cinque protagonisti della serie. Come per altri protagonisti di anime e manga sul personaggio sono stati messi in commercio vari articoli di merchandising, come plushes e action figure con le differenti armature (si vedano i vari modellini della serie Myth Cloth).

## Citazioni e riferimenti
Molti manga e anime hanno omaggiato la figura di Hyoga attraverso alcune citazioni o riferimenti:
- Nel quarto episodio di Hayate no Gotoku, il protagonista Hayate Ayasaki assume la posa della danza del Cigno (tecnica speciale di Hyoga) che precede la Diamond Dust.
- Nel manga Shaman King, in una vignetta, fa un cameo Hyoga con indosso la sua prima armatura.
- Nell'episodio 44 della serie Gintama, Hattori assume la posa della danza del Cigno che precede la Diamond Dust.
- Nel secondo volume del manga Please save my Earth di Saki Hiwatari fa un cameo Hyoga insieme ad Ikki e Shun.
- Nell'anime Macademi Wasshoi viene parodiata la posa della Diamond Dust di Hyoga.